# Kim Hong-sun
Kim Hong-sun (김홍선) nascut el 21 d’octubre de 1976, és un director de cinema i guionista de Corea del Sud.

## Biografia
Kim Hong-seon va néixer a Corea del Sud. Va obtenir un títol de postgrau en belles arts especialitzat en cinema i audiovisuals a la Tisch School of the Arts a Nova York.
Va començar la seva carrera televisiva com a ajudant de direcció de sèries de televisió com ara 90 Days, Time to Love (90일, 사랑할 시간, 2006), Working Mom (워킹맘, 2008), Syle (스타일, 2009) i Big Thing (대물, 2010).
L'any 2012, va presentar el seu primer llargmetratge Traffickers (공모자들) com a director, coproductor i co-guionista, pel qual va guanyar el premi al millor director novell als Blue Dragon Film Awards.
El 16 de setembre de 2022 va presentar la seva pel·lícula Project Wolf Hunting (늑대사냥) en avantpremière al Festival Internacional de Cinema de Toronto de 2022, a la categoria "Midnight Madness".

## Filmografia

### Com a director
- 2012 : Gongmojadeul (공모자들)
- 2014 : The Con Artists (기술자들)
- 2017 : The Chase (반드시 잡는다)
- 2019 : Metamorphosis (변신)
- 2022 : Project Wolf Hunting (늑대사냥)

### Com a guionista
- 2012 : Gongmojadeul (공모자들)
- 2022 : Project Wolf Hunting (늑대사냥)

## Distincions

### Premis
- Blue Dragon Film Awards 2012 : Millor director novell Gongmojadeul (공모자들)
- Premi Especial del Jurat al LV Festival Internacional de Cinema Fantàstic de Catalunya.[3]

### Nominació
- Grand Bell Awards 2012 : Millor director novell per Gongmojadeul (공모자들)